# 개궤
개궤(改軌)는 궤간을 뜯어고치는 일이다.

## 한국
남한 지역에서는 경동선(동해중부선)과 전라선 이리(익산)-전주 구간이 협궤에서 표준궤로 개궤되었다. 수인선은 영업 중지 및 선로 철거 후 표준궤로 신설하였다.
북한 지역에서는 개천선이 1940년대 말까지 개궤되었고, 황해선 협궤 철도는 일부노선은 폐지 또는 이설되고 표준궤로 개궤되어 표준궤화되었다. 최근에는 삼지연선이 수해로 인한 영업중지 후 표준궤로 개궤되었다.

## 같이 보기
- 듀얼 게이지